# Paddy Russell
Pour les articles homonymes, voir Russell.
Patricia Russell, dite Paddy Russell, est une réalisatrice britannique de télévision des années 1960 aux années 1980, née le 4 juillet 1928 et morte le 2 novembre 2017.

## Biographie
Après avoir commencé sa carrière en tant qu'actrice, Paddy Russell travaille dans les années 1950 en tant qu'assistante de production auprès de Rudolph Cartier, elle devient la première réalisatrice à travailler pour la BBC en 1962. Amenée à tourner des téléfilms (une adaptation du Père Goriot en 1968) et des épisodes de séries télé, elle tourne pour des séries comme Out of the Unknown, Doctor Who, Z-Cars, Little Women, The Moonstone et The Omega Factor. Concernant son travail sur Doctor Who, elle précède de peu Julia Smith en tant que première réalisatrice pour la série. Elle a accepté de revenir sur son travail dans les commentaires audio de l'épisode « Invasion of the Dinosaurs »

## Filmographie sélective

### Comme réalisatrice
- 1962 : Compact (série télévisée)
- 1964 : The Massingham Affair (série télévisée)
- 1965 : Hit and Run (série télévisée)
- 1965 : The Mind of the Enemy (série télévisée)
- 1965 : Out of the Unknown (série télévisée)
- 1965 : Reluctand Bandit (téléfilm)
- 1966 : Doctor Who (épisode « The Massacre of St Bartholomew's Eve »)
- 1966 : Quick Before They Catch Us (série télévisée)
- 1967 : Angel Pavement (série télévisée)
- 1967 à  1976 : Z-Cars (série télévisée)[2]
- 1968 : Pere Goriot (téléfilm)
- 1970 : Little Women (série télévisée)
- 1972 : The Moonstone (série télévisée)
- 1974 : Badger's Set (téléfilm)
- 1974 : Doctor Who (épisode « Invasion of the Dinosaurs »)
- 1974 à 1975 : My Old Man (série télévisée)
- 1975 : Doctor Who (épisode « Pyramids of Mars »)
- 1977 : Doctor Who (épisode « Horror of Fang Rock »)
- 1978 : The Standard (série télévisée)
- 1979 à 1980 : 3-2-1 (série télévisée)
- 1980 : The Squad (série télévisée)
- 1988 : Pick of the Week (série télévisée)

### Comme productrice
- 1964 : The Massingham Affair (série télévisée)
- 1965 : Hit and Run (série télévisée)
- 1965 : Reluctand Bandit (téléfilm)
- 1974 : Badger's Set (téléfilm)
- 1975 : My Old Man (série télévisée)

## Crédit d'auteurs
- (en) Cet article est partiellement ou en totalité issu de l’article de Wikipédia en anglais intitulé « Paddy Russell » (voir la liste des auteurs).